# Stefano Coletti
Stefano Coletti (La Colle, Mónaco; 6 de abril de 1989) es un piloto de automovilismo monegasco.

## Carrera

### Karting
Coletti disfrutó en el karting con éxito antes de pasar a los monoplazas. En 2003, terminó en segunda posición en el Open Masters italiano categoría ICA Junior antes de ganar el Trofeo Andrea Margutti y títulos del Campeonato Europeo ICA-Junior en 2004, superando a la talla de Charles Pic, Jaime Alguersuari y Jules Bianchi a lo largo del camino.

### Fórmula BMW
En 2005, Coletti subió a las carreras de Fórmula, uniéndose a Eifelland Racing para disputar el campeonato de la Fórmula BMW ADAC, donde terminó décimo octavo en la clasificación. También participó en la Fórmula BMW World Final en Baréin para ASL Mücke Motorsport, equipo, terminando en el lugar vigésimo quinto.
Continuó en el campeonato en 2006, teniendo cuatro podios, incluyendo una sola victoria, al terminar séptimo en la clasificación. También participó en cuatro carreras de la Fórmula BMW EE. UU., ganando tres de ellos para terminar la temporada en quinta posición, a pesar de perderse una gran parte del campeonato. Coletti, una vez más competido en la Fórmula BMW World Final, celebrada en el Circuito de Cheste, donde terminó en tercer lugar, por detrás de Mika Mäki y ganador de la carrera Christian Vietoris.

### Fórmula Renault
En agosto de 2006, Coletti hizo su debut en la Eurocup Fórmula Renault 2.0, serie, motor de la competencia y los equipos Cram Motopark Academy, aunque no pudo anotar un punto en cualquiera de las seis carreras en las que entró.
En 2007, se unió a la española Epsilon Euskadi para disputar tanto la Eurocup y Campeonato de Italia de Fórmula Renault 2.0. Terminó cuarto en la Eurocopa después de una victoria, mientras que en el Hungaroring y dos podios más, en la serie italiana que tuvo dos victorias (ambas en Misano) para terminar en el décimo lugar.

### Fórmula Tres

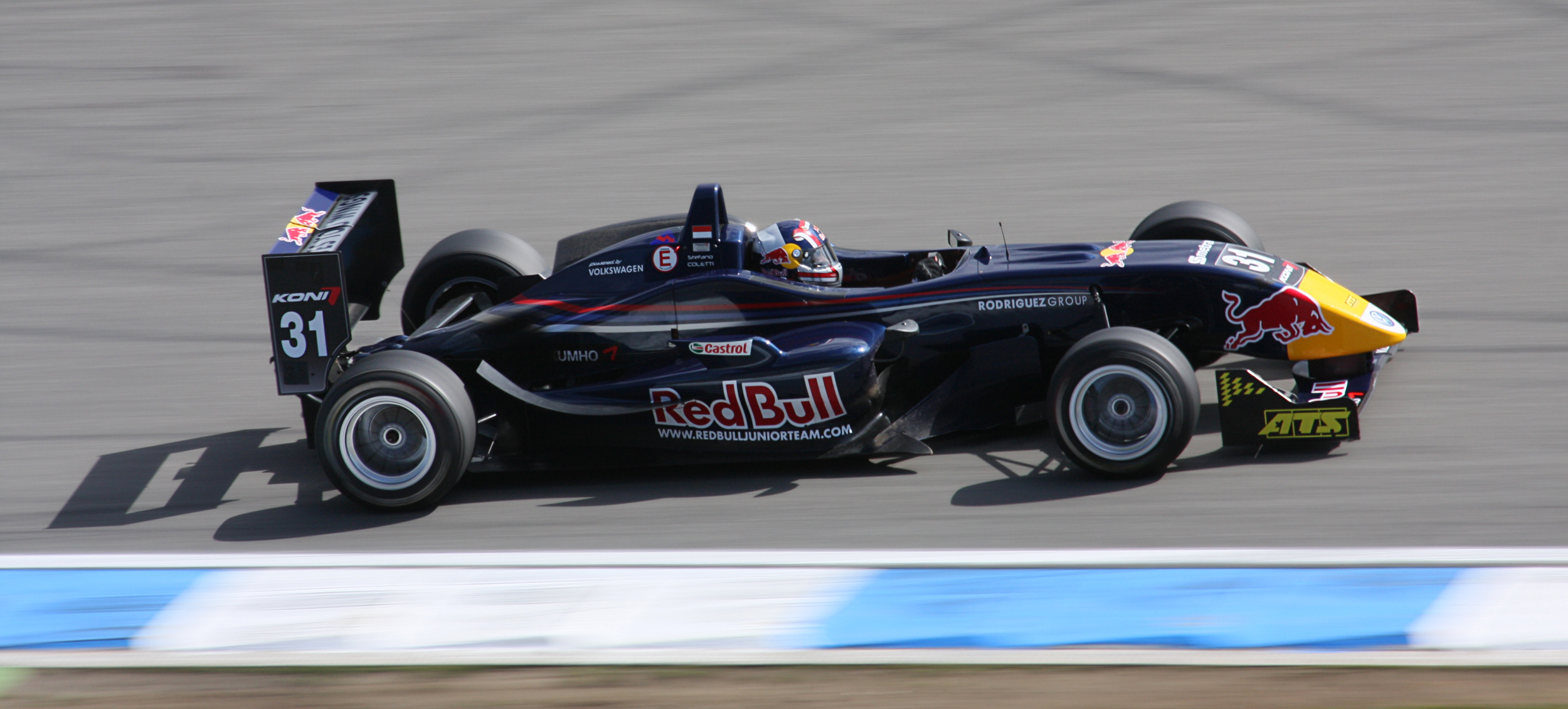
Coletti en la F3

Coletti se trasladó hasta el Euroseries de Fórmula Tres para la temporada 2008, uniéndose al equipo francés Signature-Plus. Sin embargo, dejó el equipo después de las primeras cuatro carreras después de haber sido eliminado de la Red Driver Bol. Coletti se perdió la siguiente ronda de la serie en Pau, antes de unirse a Prema Powerteam, que se quedó con el resto de la temporada . Dio un resultado de la mejor carrera del cuarto al terminar el año en la vigésima posición. También participó en el Masters de Fórmula 3 y Macao Grandes Premios fuera de campeonato, pero se retiró de ambos eventos.
En enero de 2009, Prema Coletti anunció que se quedaría con el equipo para la temporada 2009. En la primera ronda del año en Hockenheim, Coletti calificados en la primera fila de la parrilla antes de ir a ganar la primera carrera de la temporada. Al mes siguiente, Coletti participó en el Masters de Fórmula 3, evento celebrado en Zandvoort, la calificación en cuarta posición antes de terminar la carrera en tercer lugar, detrás de los finlandeses Mika Mäki y ganador de la carrera Valtteri Bottas.
Coletti estuvo involucrado en un controvertido incidente, después de la primera carrera en el Norisring. Después de haber acabado tercero para pasar a tercero en el campeonato, Coletti tuvo un altercado con el ganador de la carrera Jules Bianchi. Coletti consideró que Bianchi había dicho "malas palabras" para él, y golpeó al conductor ART Grand Prix y el líder del campeonato. Coletti fue despojado luego de su tercer lugar, y fue excluido del resto de la reunión. Coletti no pudo sumar puntos después de las rondas de Oschersleben, y terminó décimo en el campeonato.

### Fórmula Renault 3.5 Series
En noviembre de 2008, Coletti muestra la Fórmula Renault 3.5 por primera vez, la prueba de RC Motorsport en Valencia junto con el expiloto de la Serie GP2 Andy Soucek. El 15 de mayo de 2009 se anunció que sería la carrera de Coletti Prema Powerteam en la ronda de Mónaco de la temporada de la Fórmula Renault 3.5 Series, en sustitución de Frankie Provenzano. En un principio terminó en el undécimo lugar, pero después de Marco Barba recibió una de 25 segundos pena, Coletti fue promovido en los últimos puntos en décima posición de pagar.
Coletti regresará a la serie para la temporada 2010 de conducción junto a Greg Mansell en Comtec Racing.

### GP2 Series
Coletti hizo su debut en la GP2 en Valencia, cuando reemplazó a Davide Valsecchi en Durango. En la carrera que él recibió una para adelantarse en la salida y uno para el cruce de la línea blanca en la salida del Pit Lane, antes de retirarse de la carrera. En la segunda carrera se estancó en la parrilla y fue penalizado por partida de la red en lugar de la calle de boxes, chocó con Dani Clos antes de tomar esta pena. En su carrera de GP2 en tercer lugar, en el Circuito de Spa-Francorchamps, Coletti se estrelló en gran medida a dos vueltas para el final, como resultado de no negociar la curva Eau Rouge, causando la carrera para terminar con coche de seguridad. Se escapó con aire comprimido vértebras y contusiones menores, la falta de la carrera del día siguiente sprint como monocasco de su coche fue cancelado por el impacto. Él también perdió las rondas de Brands Hatch de la F3 Euroseries, debido a su lesión. Él debía regresar a la GP2 en Monza, que tiene forma originalmente aprobada, pero se retiró debido a un dolor recurrente durante el jueves las verificaciones técnicas. 
En la temporada 2011 termina 11º en el campeonato con 22 puntos, consigue ganar 2 carreras y se pierde las 3 últimas carreras por un grave accidente sufrido en Spa-Francorchamps.

## Resumen de carrera
| Temporada | Categoría                                 | Equipo                    | Carreras | Victorias | Poles | VR | Podios | Puntos | Pos. |
| --------- | ----------------------------------------- | ------------------------- | -------- | --------- | ----- | -- | ------ | ------ | ---- |
| 2005      | Fórmula BMW ADAC                          | Eifelland Racing          | 20       | 0         | 0     | 0  | 0      | 13     | 18.º |
| 2005      | Fórmula BMW World Final                   | ASL Team Mücke Motorsport | 1        | 0         | 0     | 0  | 0      | 0      | NC   |
| 2006      | Fórmula BMW ADAC                          | ADAC Berlin-Brandenburg   | 16       | 1         | 0     | 2  | 4      | 103    | 7.º  |
| 2006      | Fórmula BMW World Final                   | EuroInternational         | 1        | 0         | 0     | 0  | 0      | 1      | 3.º  |
| 2006      | Eurocup Formula Renault 2.0               | Cram Competition          | 6        | 0         | 0     | 0  | 0      | 0      | NC   |
| 2006      | Eurocup Formula Renault 2.0               | Motopark Academy          | 6        | 0         | 0     | 0  | 0      | 0      | NC   |
| 2006      | Fórmula BMW USA                           | Eurointernational         | 4        | 3         | 2     | 2  | 4      | 75     | 5.º  |
| 2007      | Eurocup Formula Renault 2.0               | Epsilon Euskadi           | 14       | 1         | 1     | 0  | 3      | 71     | 4.º  |
| 2007      | Italian Formula Renault 2.0               | Epsilon Euskadi           | 14       | 2         | 1     | 0  | 3      | 164    | 10.º |
| 2008      | Fórmula 3 Euroseries                      | Signature-Plus            | 18       | 0         | 0     | 0  | 0      | 6.5    | 20.º |
| 2008      | Fórmula 3 Euroseries                      | Prema Powerteam           | 18       | 0         | 0     | 0  | 0      | 6.5    | 20.º |
| 2009      | Fórmula 3 Euroseries                      | Prema Powerteam           | 17       | 1         | 0     | 2  | 2      | 19     | 10.º |
| 2009      | Formula Renault 3.5 Series                | Prema Powerteam           | 1        | 0         | 0     | 0  | 0      | 1      | 28.º |
| 2009      | Gran Premio de Macao                      | Prema Powerteam           | 1        | 0         | 0     | 0  | 0      | N/A    | NC   |
| 2009      | GP2 Series                                | Durango                   | 3        | 0         | 0     | 0  | 0      | 0      | 25.º |
| 2010      | Formula Renault 3.5 Series                | Comtec Racing             | 17       | 0         | 0     | 0  | 5      | 76     | 6.º  |
| 2010      | GP3 Series                                | Tech 1 Racing             | 14       | 0         | 0     | 0  | 2      | 18     | 9.º  |
| 2010      | Auto GP                                   | Charouz–Gravity Racing    | 2        | 0         | 0     | 0  | 0      | 2      | 20.º |
| 2011      | GP2 Series                                | Trident Racing            | 16       | 2         | 0     | 0  | 2      | 22     | 11.º |
| 2011      | GP2 Asia Series                           | Trident Racing            | 4        | 1         | 0     | 0  | 1      | 11     | 4.º  |
| 2011      | GP2 Final                                 | Scuderia Coloni           | 2        | 0         | 0     | 0  | 0      | 0      | 13.º |
| 2012      | GP2 Series                                | Scuderia Coloni           | 20       | 0         | 0     | 2  | 1      | 50     | 13.º |
| 2012      | GP2 Series                                | Rapax                     | 4        | 0         | 0     | 1  | 0      | 50     | 13.º |
| 2013      | GP2 Series                                | Rapax                     | 22       | 3         | 1     | 4  | 7      | 135    | 5.º  |
| 2013      | Campeonato Europeo de Fórmula 3 de la FIA | Ma-con                    | 2        | 0         | 0     | 0  | 0      | 0      | 36.º |
| 2014      | GP2 Series                                | Racing Engineering        | 22       | 2         | 0     | 5  | 5      | 136    | 6.º  |
| 2015      | Temporada 2015 de la IndyCar Series       | KV Racing Technology      | 16       | 0         | 0     | 1  | 0      | 203    | 19.º |
| 2016      | European Le Mans Series                   | SMP Racing                | 6        | 0         | 0     | 0  | 3      | 83     | 3.º  |
| 2016      | WeatherTech SportsCar Championship        | Starworks Motorsport      | 1        | 0         | 0     | 0  | 0      | 1      | 31.º |
| 2017      | Campeonato de Fórmula 2 de la FIA         | Campos Racing             | 2        | 0         | 0     | 0  | 0      | 0      | 27.º |
| 2020      | International GT Open                     | Team Lazarus              | 4        | 0         | 0     | 0  | 0      | 0      | NC   |
| Fuente:   |                                           |                           |          |           |       |    |        |        |      |

## Resultados

### GP2 Series
(Clave) (negrita indica pole position) (cursiva indica vuelta rápida puntuable)

| Año  | Escudería          | 1   | 1   | 2   | 2   | 3   | 3   | 4   | 4   | 5   | 5   | 6   | 6   | 7   | 7   | 8   | 8   | 9   | 9   | 10  | 10  | 11  | 11  | 12  | 12  | Pos. | Puntos | Ref.   |
| ---- | ------------------ | --- | --- | --- | --- | --- | --- | --- | --- | --- | --- | --- | --- | --- | --- | --- | --- | --- | --- | --- | --- | --- | --- | --- | --- | ---- | ------ | ------ |
| 2009 | Durango            | BAR | BAR | MON | MON | EST | EST | SIL | SIL | NÜR | NÜR | BUD | BUD | VAL | VAL | SPA | SPA | MNZ | MNZ | ALG | ALG |     |     |     |     | 25.º | 0      | [ 14 ] |
| 2009 | Durango            |     |     |     |     |     |     |     |     |     |     |     |     | Ret | Ret | 12† | DNS |     |     |     |     |     |     |     |     | 25.º | 0      | [ 14 ] |
| 2011 | Trident Racing     | EST | EST | BAR | BAR | MON | MON | VAL | VAL | SIL | SIL | NÜR | NÜR | BUD | BUD | SPA | SPA | MNZ | MNZ |     |     |     |     |     |     | 11.º | 22     | [ 15 ] |
| 2011 | Trident Racing     | 5   | 1   | 10  | 20† | 5   | Ret | 17  | 19† | 7   | 22  | Ret | Ret | 21  | 1   | Ret | DNS |     |     |     |     |     |     |     |     | 11.º | 22     | [ 15 ] |
| 2012 |                    | KUA | KUA | SAK | SAK | SAK | SAK | BAR | BAR | MON | MON | VAL | VAL | SIL | SIL | HOC | HOC | BUD | BUD | SPA | SPA | MNZ | MNZ | SIN | SIN | 13.º | 50     | [ 16 ] |
| 2012 | Scuderia Coloni    | 5   | 23† | Ret | 23† | 21  | 18  | 3   | 8   | 10  | Ret | 9   | Ret | Ret | Ret | 20  | 19  | 10  | 9   | 20† | 8   |     |     |     |     | 13.º | 50     | [ 16 ] |
| 2012 | Rapax              |     |     |     |     |     |     |     |     |     |     |     |     |     |     |     |     |     |     |     |     | 8   | 4   | 13  | 8   | 13.º | 50     | [ 16 ] |
| 2013 | Rapax              | KUA | KUA | SAK | SAK | BAR | BAR | MON | MON | SIL | SIL | NÜR | NÜR | BUD | BUD | SPA | SPA | MNZ | MNZ | SIN | SIN | YMC | YMC |     |     | 5.º  | 135    | [ 17 ] |
| 2013 | Rapax              | 3   | 1   | 2   | 3   | 4   | 1   | 6   | 1   | 21† | 10  | 3   | 19  | 16  | 20† | 13  | 23  | Ret | 13  | 12  | 24  | 20† | 9   |     |     | 5.º  | 135    | [ 17 ] |
| 2014 | Racing Engineering | SAK | SAK | BAR | BAR | MON | MON | SPI | SPI | SIL | SIL | HOC | HOC | BUD | BUD | SPA | SPA | MNZ | MNZ | SOC | SOC | YMC | YMC |     |     | 6.º  | 136    | [ 18 ] |
| 2014 | Racing Engineering | 4   | 23  | 16  | 8   | Ret | 9   | 4   | 2   | 4   | 2   | 4   | 1   | 18  | Ret | Ret | 7   | 9   | 2   | Ret | 8   | 7   | 1   |     |     | 6.º  | 136    | [ 18 ] |

### GP3 Series
(Clave) (negrita indica pole position) (cursiva indica vuelta rápida puntuable)

| Año  | Escudería     | 1   | 1   | 2   | 2   | 3   | 3   | 4   | 4   | 5   | 5   | 6   | 6   | 7   | 7   | 8   | 8   | Pos. | Puntos | Ref.   |
| ---- | ------------- | --- | --- | --- | --- | --- | --- | --- | --- | --- | --- | --- | --- | --- | --- | --- | --- | ---- | ------ | ------ |
| 2010 | Tech 1 Racing | BAR | BAR | EST | EST | VAL | VAL | SIL | SIL | HOC | HOC | BUD | BUD | SPA | SPA | MNZ | MNZ | 9.º  | 18     | [ 19 ] |
| 2010 | Tech 1 Racing |     |     | 24† | 14  | 10  | 6   | 10  | Ret | 5   | 3   | 3   | 4   | Ret | 24  | 16  | 20  | 9.º  | 18     | [ 19 ] |

### GP2 Asia Series
(Clave) (negrita indica pole position) (cursiva indica vuelta rápida puntuable)

| Año  | Escudería      | 1   | 1   | 2   | 2   | Pos. | Puntos | Ref.   |
| ---- | -------------- | --- | --- | --- | --- | ---- | ------ | ------ |
| 2011 | Trident Racing | YMC | YMC | IMO | IMO | 4.º  | 11     | [ 20 ] |
| 2011 | Trident Racing | 8   | 1   | 5   | Ret | 4.º  | 11     | [ 20 ] |

### Campeonato de Fórmula 2 de la FIA
(Clave) (negrita indica pole position) (cursiva indica vuelta rápida puntuable)

| Año  | Escudería     | 1   | 1   | 2   | 2   | 3   | 3   | 4   | 4   | 5   | 5   | 6   | 6   | 7   | 7   | 8   | 8   | 9   | 9   | 10  | 10  | 11  | 11  | Pos. | Puntos | Ref.   |
| ---- | ------------- | --- | --- | --- | --- | --- | --- | --- | --- | --- | --- | --- | --- | --- | --- | --- | --- | --- | --- | --- | --- | --- | --- | ---- | ------ | ------ |
| 2017 | Campos Racing | SAK | SAK | BAR | BAR | MON | MON | BAK | BAK | SPI | SPI | SIL | SIL | BUD | BUD | SPA | SPA | MNZ | MNZ | JER | JER | YMC | YMC | 27.º | 0      | [ 21 ] |
| 2017 | Campos Racing | 16  | 15  |     |     |     |     |     |     |     |     |     |     |     |     |     |     |     |     |     |     |     |     | 27.º | 0      | [ 21 ] |